# Elaeocarpus dinagatensis
Elaeocarpus dinagatensis é uma espécie de angiospérmica da família Elaeocarpaceae.
Apenas pode ser encontrada no seguinte país: Filipinas.